# 아르놀 부카 무투
아르놀 부카 무투(프랑스어: Arnold Bouka Moutou, 1988년 11월 28일 ~ )는 캐나다 클럽 밸러 FC에서 레프트백으로 뛰고 있는 콩고 공화국의 프로 축구 선수이다. 프랑스에서 태어난 그는 콩고 공화국 국가대표팀에서 뛰었다.

## 구단 경력

### 디종
2016년 7월, 부카 무투는 40만 유로의 이적료로 새로 승격된 리그 1의 디종으로 이적했다. 그는 2016년 9월 17일, 메스와의 0-0 무승부 경기에서 1군 데뷔 전을 치렀다. 2016-17 시즌에는 총 10번의 1군 경기에 출전했으며, 쿠프 드 프랑스에서는 2번, 샹피오나 나시오날 3에서는 3번의 리저브 팀 경기에 출전했다.
다음 시즌, 부카 무투는 쿠프 드 라 리그에서 6번의 1군 리그 경기와 1번의 경기에 출전했다. 리저브 팀에서 그는 5번의 경기에 출전했다. 2018-19년 시즌에는 부카 무투가 리그 경기에 단 3번 출전하고 쿠프 드 프랑스 경기에 단 2번 출전했으며, 리저브 팀에서는 또 다른 5번의 경기에 출전했기 때문에 1군 경기 출전 시간이 더욱 줄어들었다. 그는 계약이 만료된 후 그 시즌 말에 클럽을 떠났다.

## 국가대표팀 경력
그는 2015년 아프리카 네이션스컵에서 콩고 공화국 국가대표팀을 대표하여 팀이 8강에 진출했다. 2017년 10월 8일, 이집트를 상대로 유일한 국제 경기 골을 넣었다(이 경기는 FIFA 월드컵 예선 전으로 이집트가 2-1로 승리하고 2018년 결승에 진출하는 결과를 낳았다).